# 2016年リオデジャネイロオリンピックのコロンビア選手団
2016年リオデジャネイロオリンピックのコロンビア選手団（2016ねんリオデジャネイロオリンピックのコロンビアせんしゅだん）は、2016年8月5日から8月21日にかけてブラジルのリオデジャネイロで開催された2016年リオデジャネイロオリンピックのコロンビア選手団、およびその競技結果。

## 概要
今大会は金メダル3個、銀メダル2個、銅メダル3個の合計8個のメダルを獲得した。
自転車女子BMXでは、マリアナ・パホンがロンドンオリンピックに続き金メダルを獲得し、2連覇を達成した。

## メダル
| メダル | 選手名                     | 競技                 | 種目               |
| ------ | -------------------------- | -------------------- | ------------------ |
| 金     | カテリーン・イバルグエン   | 陸上                 | 女子三段跳         |
| 金     | オスカル・フィグエロア     | ウエイトリフティング | 男子62kg級         |
| 金     | マリアナ・パホン           | 自転車               | 女子BMX            |
| 銀     | ユベルヘン・マルティネス   | ボクシング           | 男子ライトフライ級 |
| 銀     | ジュリ・アルベアル         | 柔道                 | 女子70kg級         |
| 銅     | イングリッド・バレンシア   | ボクシング           | 女子フライ級       |
| 銅     | ルイス・ハビエル・モスケラ | ウエイトリフティング | 男子69kg級         |
| 銅     | カルロス・ラミレス         | 自転車               | 男子BMX            |